# Herlisberg
Herlisberg (toponimo tedesco) è una frazione di 240 abitanti del comune svizzero di Römerswil, nel distretto di Hochdorf (Canton Lucerna).

## Geografia fisica
Herlisberg sorge sulla catena collinare dell'Erlosen, a ovest del lago di Baldegg.

## Storia

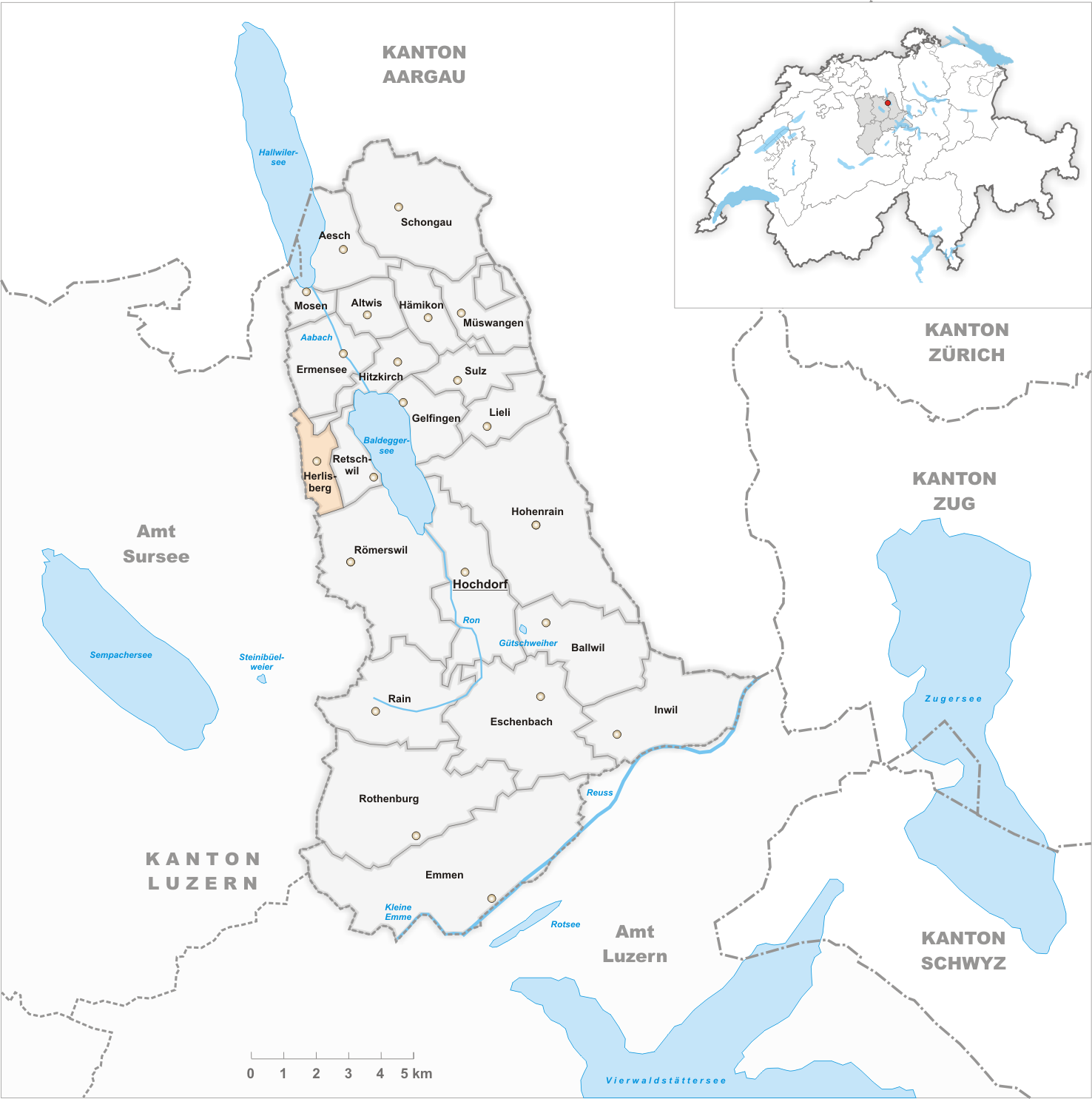
Il territorio del comune di Herlisberg prima degli accorpamenti comunali del 2005

Già comune autonomo che si estendeva per 2,63 km² e che comprendeva anche le frazioni di Laufenberg e Oberrinach, in seguito al risultato favorevole del referendum del 30 novembre 2003 il 1º gennaio 2005 è stato accorpato a quello di Römerswil.

## Monumenti e luoghi d'interesse
- Cappella cattolica, eretta nel 1838[2];
- Rovine della fortezza di Oberrinach (o Ober-Reinach), costruita nel XIII secolo e distrutta durante la guerra di Sempach (1386)[2].

## Società

### Evoluzione demografica
L'evoluzione demografica è riportata nella seguente tabella:
Abitanti censiti